# Leonard T. Gerow

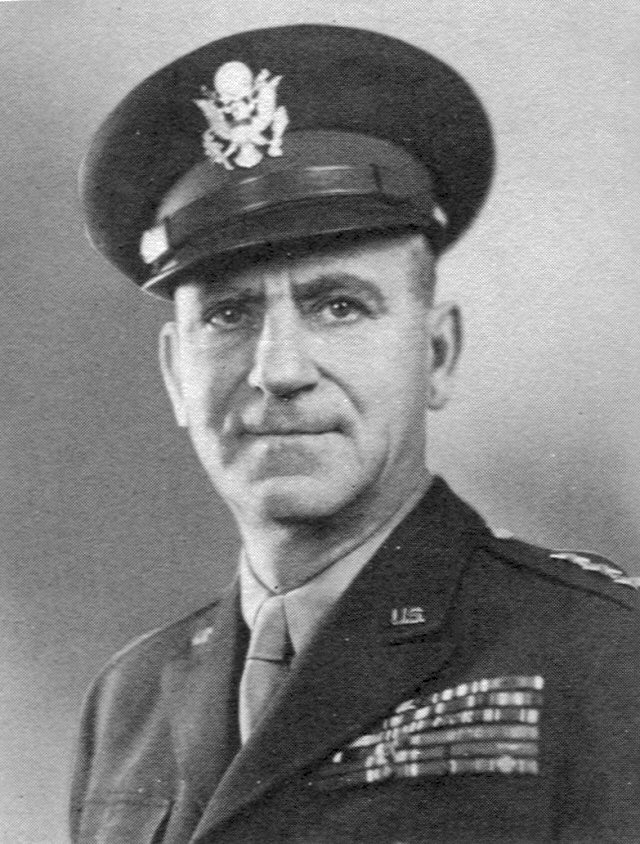
Leonard T. Gerow

Leonard Townsend Gerow (* 13. Juli 1888 in Petersburg, Virginia; † 12. Oktober 1972 ebenda) war ein hochdekorierter General der United States Army.

## Leben
Nach dem Besuch der High School in seiner Heimatstadt Petersburg schrieb sich Gerow am Virginia Military Institute in Lexington ein. Seinem Abschluss als Klassenbester folgte 1911 die Beförderung zum Leutnant bei der Infanterie. 1914 nahm er an der Besetzung von Veracruz teil. 1916 diente Gerow in Texas und beteiligte sich an der Mexikanischen Expedition unter John J. Pershing. Er wurde 1916 zum Oberleutnant und im folgenden Jahr zum Hauptmann befördert. Anfang 1918 kam er mit den American Expeditionary Forces nach Frankreich, wo er im temporären Rang eines Oberstleutnants im Stab des United States Army Signal Corps diente. Für seine Dienste wurde er mit der Distinguished Service Medal und der Aufnahme in die französische Ehrenlegion ausgezeichnet.
Nach seiner Rückkehr in die USA wurde Gerow 1919 zum permanenten Major befördert und diente eine Zeitlang als Kommandant der Signal Corps School in Fort Sam Houston. Ab 1924 besuchte er den fortgeschrittenen Kurs an der U.S. Army Infantry School in Fort Benning, den er wiederum als Klassenbester abschloss (Zweitbester war Omar N. Bradley). Anschließend besuchte er als Klassenkamerad Dwight D. Eisenhowers die Command and General Staff School in Fort Leavenworth und beendete den dortigen Kurs als Elftbester unter 245 Studenten. Von 1926 bis 1929 diente Gerow dann im Washingtoner Kriegsministerium. 1931 schloss er den Field Officer's Course in chemischer Kriegführung und Panzertaktik ab und schrieb sich am Army War College ein. Anschließend folgte ein Auslandsaufenthalt auf den Philippinen beim 31. Infanterieregiment, wobei er auch zeitweilig nach Shanghai abkommandiert war. Von 1935 bis 1939 diente er in der War Plans Division (WPD) des Kriegsministeriums. Anschließend wurde er als Chef des Stabes der 2nd Infantry Division und stellvertretender Kommandant der Infanterieschule verwendet. Im Oktober 1940 erfolgte seine Beförderung zum Brigadegeneral.
Im Dezember 1940 wurde Gerow zum Chef der WPD ernannt und einige Zeit später zugleich auch zum Assistant Chief of Staff. Unter seiner Federführung wurde 1941 vom damaligen Major Albert Wedemeyer der Victory-Plan erarbeitet. Gerow sagte in dieser Zeit einen baldigen Zusammenbruch der Sowjetunion unter dem deutschen Angriff voraus und hielt einen Kriegseintritt Japans für unwahrscheinlich. Nach dem Angriff auf Pearl Harbor sagte er vor dem Untersuchungsausschuss des Richters am Obersten Gerichtshof Owen Roberts aus. Im Februar 1942 wurde er als Chef der WPD von Eisenhower abgelöst, und unter Beförderung zum Generalmajor zum Kommandeur der 29th Infantry Division ernannt. Mit dieser wurde er im Herbst 1942 nach England verlegt. Im Juli 1943 übernahm er den Befehl über das V Corps, damals der größte Kampfverband der U.S. Army im ETOUSA. Er spielte eine bedeutende Rolle bei der Vorbereitung der Operation Overlord und führte das V Corps im Juni 1944 bei seiner Landung an Omaha Beach sowie den weiteren Kämpfen in Frankreich. Für seine Rolle in diesem Feldzug wurde er mit dem Silver Star ausgezeichnet. Am 15. Januar 1945 erhielt Gerow den Befehl über die neuformierte 15th Army und wurde wenig später rückwirkend zum Generalleutnant befördert.
Nach dem Kriegsende wurde Gerow zum Kommandanten der Command and General Staff School ernannt. Zugleich war er Vorsitzender einer Kommission, die über die zukünftige Organisation der Militärausbildung beraten sollte. Im Januar 1948 übernahm er den Befehl über die 2nd Army, was sein letzter aktiver Posten war. Im Sommer 1950 nahm er seinen Abschied aus der Armee. Durch Beschluss des US-Kongresses vom 19. Juli 1954 wurde er auf der retired list zum General befördert. Er starb 1972 im Alter von 84 Jahren und wurde auf dem Nationalfriedhof Arlington bestattet.